# John Condon

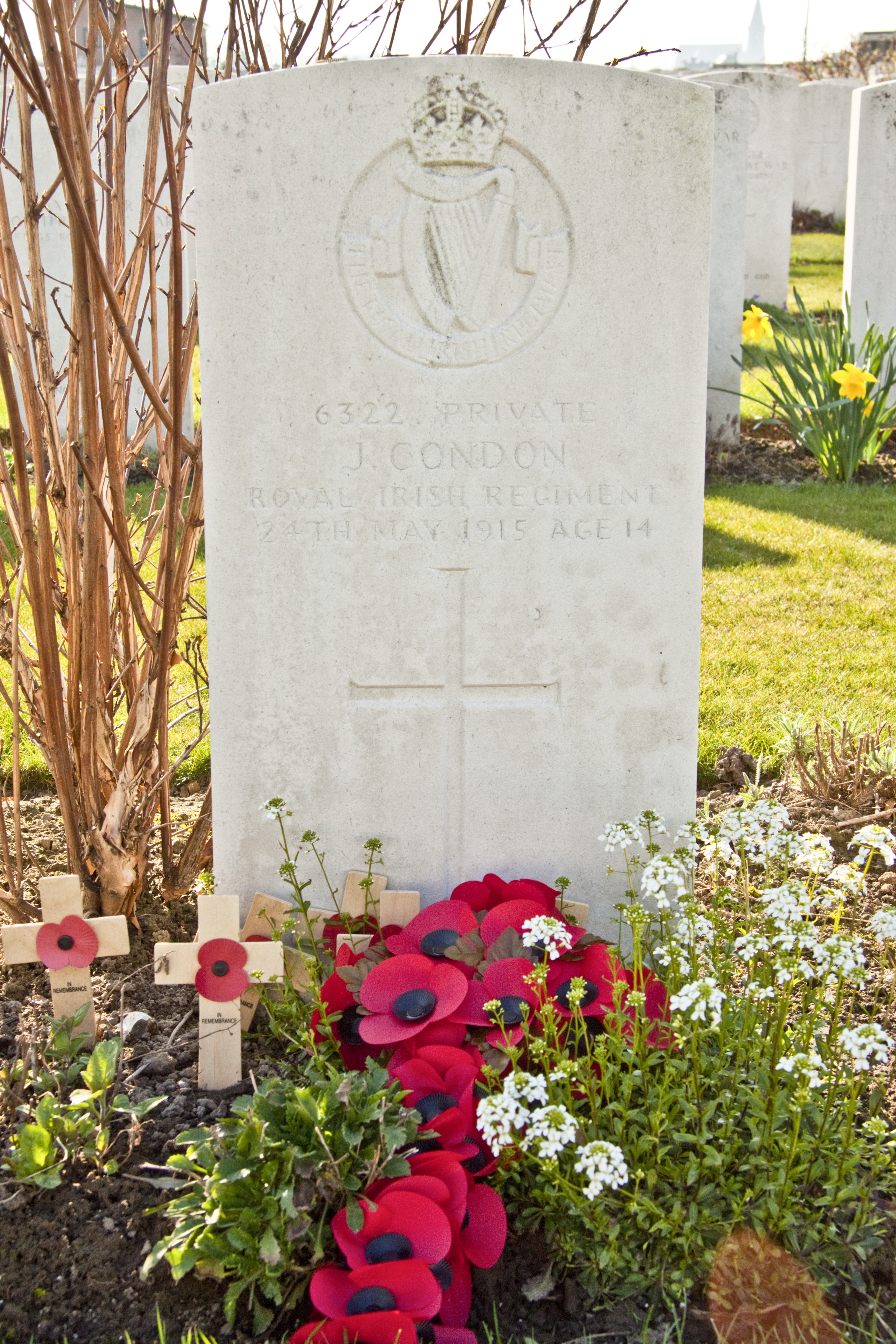
Grafsteen van John Condon op Poelcapelle British Cemetery.

John Condon (Waterford, oktober 1900 - bij Ieper, 24 mei 1915) was een Britse soldaat die is gesneuveld in de Eerste Wereldoorlog. Hij was 14 toen hij overleed en er werd algemeen aangenomen dat hij de jongste Britse soldaat was die sneuvelde in de Eerste Wereldoorlog. Hij vertrok naar het slagveld in april 1915. Hij sneuvelde tijdens de laatste gasaanval van de Duitsers van de Tweede Slag om Ieper. Hij stierf in mei 1915. Hij was dus ongeveer één maand op het slagveld. Het graf van John Condon, "Age 14" bevindt zich op Poelcapelle British Cemetery en in het register is te vinden:
Condon Pte John 6322 2nd Bn. Royal Irish Regiment 24th may 1915 Age 14 Son of John and Mary Condon of Waterford LVI F8.
Uit later onderzoek bleek echter dat er vermoedelijk een fout is gemaakt bij de identificatie.
Volgens een theorie ging het om de jongere broer Patrick Condon. Het verhaal gaat dat hij zich aanmeldde om dienst te nemen in het leger en beweerde hij dat hij 18 was. Hij deed zich voor als zijn oudere broer, John Condon, die op dat moment 18 was. De familie van de jongen wist niet dat hun zoon zich aangemeld had. Deze theorie kent echter een aantal bezwaren. Zo was Patrick geboren in januari 1900 en zou hij dus 15 geweest zijn in mei 1915. Ook tekende Patrick op 9 september 1922 af voor ontvangst van Johns British War Medal en Victory Medal. Het zou dus opmerkelijk zijn dat de oudere John zich zou uitgeven voor zijn jongere broer, zeker enkele jaren na de oorlog. Het stoffelijk overschot in het graf werd opgegraven nabij de spoorlijn Ieper-Zillebeke, nabij "Railway Wood". Aan de hand van de kledij en bottines werd dit toen geïdentificeerd als John Condon. Na onderzoek decennia later vermoedde men echter dat hier een vergissing was gebeurd en het stoffelijk overschot onder de grafsteen zou dus van iemand anders zijn.
Jeugdauteur Geert Spillebeen baseerde op het verhaal van John Condon zijn historische jeugdroman Age 14, dat verscheen in 2000.